# رومان بوشيه
رومان بوشيه (بالفرنسية: Romain Bauchet)‏ (2 مايو 1994 بسان أومير في فرنسا - ) هو لاعب كرة قدم فرنسي في مركز الهجوم.

## روابط خارجية
- رومان بوشيه على موقع رابطة كرة القدم الفرنسية للمحترفين (الإنجليزية)
- رومان بوشيه على موقع قاعدة بيانات كرة القدم.إي يو (الإنجليزية)
- رومان بوشيه على موقع AS.com (الإسبانية)